# Rodrigo González de Lara
Rodrigo González de Lara (c. 1078-después de marzo de 1144), hijo de Gonzalo Núñez y de Goto Núñez, fue un miembro destacado de la casa de Lara e importante figura del reino de Castilla. Con su hermano Pedro González de Lara fue uno de «...los principales artífices del ascenso del linaje de Lara, continuando la labor ya emprendida por su padre».

## Vida
Comenzó a confirmar diplomas reales a partir de 1093 aunque el genealogista Luis de Salazar y Castro no lo identifica en la documentación real hasta a partir de 1115 y el conde de Barcelos erró al afirmar que el conde Rodrigo no había tenido descendencia y confundió el matrimonio de la infanta Sancha Alfónsez con el inexistente conde Rodrigo González de Cisneros.
Alférez real del rey Alfonso VI de León desde 1078 hasta 1081 y nombrado conde por este monarca en 1121, Rodrigo González de Lara apoyó a la reina Urraca I de León, quien fue amante de su hermano mayor, Pedro González de Lara. Durante el gobierno de Urraca, a quien permaneció fiel durante su reinado (1109-1126), recibió las tenencias de Asturias de Santillana, y varias en el antiguo Condado de Castilla, algunas compartidas con su hermano Pedro, así como la de Liébana.
Junto con su hermano mayor, Pedro González de Lara, se opuso a Alfonso VII de León desde el comienzo de su reinado (1126–57) ya que apoyaban al rey Alfonso I de Aragón. Fallecido su hermano Pedro en el asedio de Bayona en el otoño de 1130, Rodrigo continuó enemistado con el monarca, tal como se menciona en la Chronica Adefonsi imperatoris. Según esta fuente, después de vencer la resistencia de Pedro Díaz de Valle, padre de Gontrodo Pérez, y de Jimeno Íñiguez, tenente en Coyanza.

...el rey se dirigió a Castilla y a Asturias de Santillana contra el conde Rodrigo y contra otros rebeldes, tomó sus castillos fortificados, prendió fuego a sus heredades e hizo cortar las viñas y los árboles. Viendo el conde que de ninguna manera podía escapar de las manos del rey ni en los castillos ni en las montañas ni en las guaridas, envió legados al rey para a acudir a una entrevista con él junto al río llamado Pisuerga con esta condición, que ambos acudiesen únicamente con seis caballeros.  Esto le agradó al rey. E inmediatamete se reunieron y empezaron a hablar (...) el rey, tras oir lo que no le era menester oir, se enfureció en exceso, puso sus manos en el cuello de aquel y ambos a un tiempo cayeron de sus caballos a tierra...

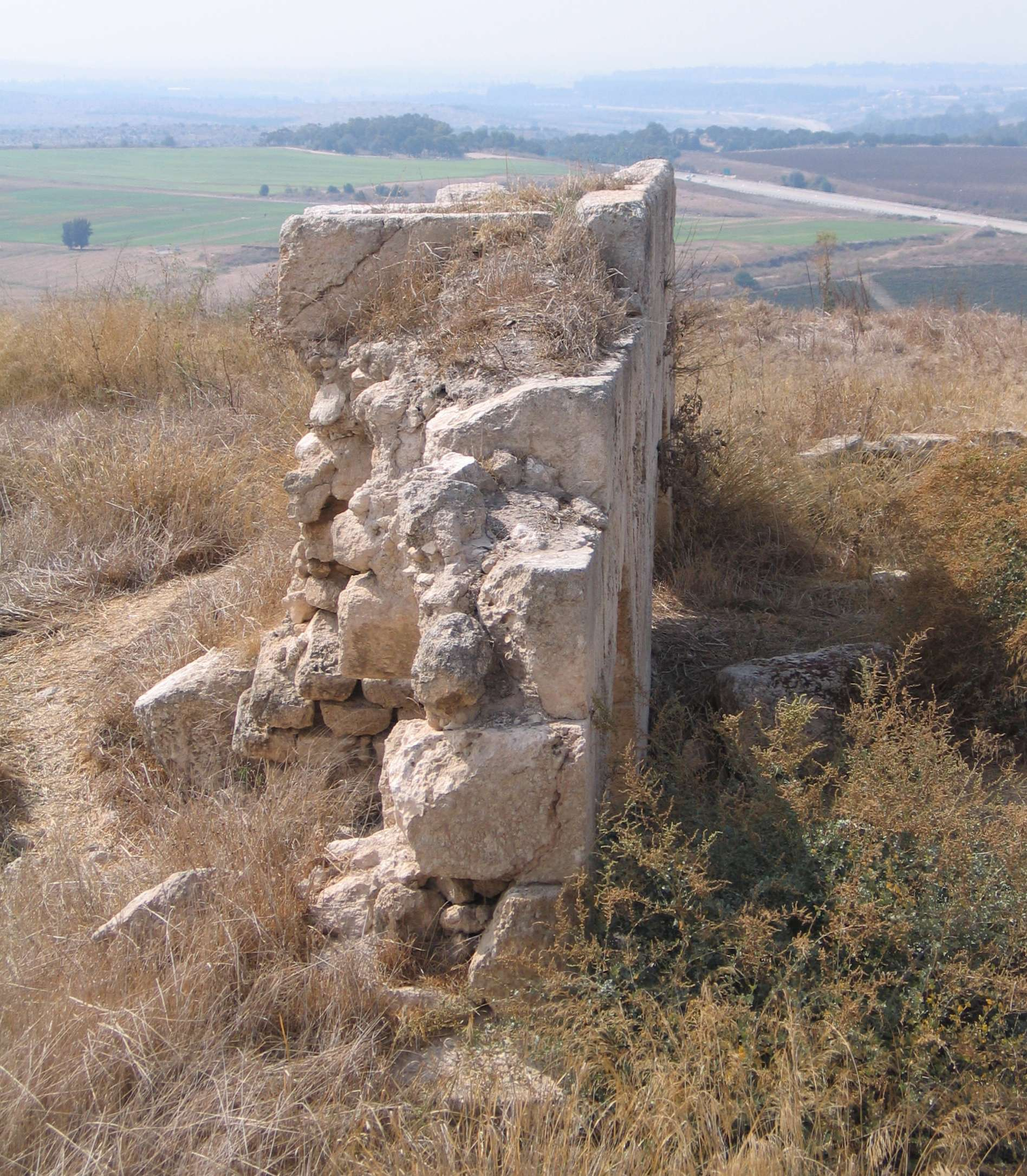
Las ruinas del castillo que Rodrigo González de Lara mandó a edificar en Torón.

El conde Rodrigo fue encarcelado y el rey recuperó todas las tenencias que ejercía. Según la misma crónica, «...entonces le dejó marchar con las manos vacías y sin señorío...» Pocos días después, el conde se presentó ante el rey y se reconoció culpable. Alfonso VII le perdonó y le cedió en 1132 el gobierno de Toledo y otras tierras, como Aguilar. En Toledo, el conde Rodrigo realizó varias campañas contra los musulmanes, en algunas ocasiones acompañado por Rodrigo Fernández de Castro, jefe de la milicia toledana.
Ya después de 1136, el conde se enteró de que el rey había cambiado de actitud hacia él, posiblemente a causa de antiguos recelos. Rodrigo devolvió al monarca las tenencias que había recibido y, «...después de besar las manos del rey y decir adiós a sus gentes y amigos, marchó en peregrinación a Jerusalén, donde entabló numerosas batallas contra los musulmanes...». El conde Rodrigo mandó a construir el castillo de Torón cerca de Ascalón, y después lo entregó a los templarios.
Retornó a la península ibérica en 1139 pero no fue recibido por el rey Alfonso VII. Estuvo en la corte de Ramón Berenguer IV de Barcelona, después en la de García Ramírez de Pamplona, y al final, con el príncipe de Valencia donde, según las crónicas, los musulmanes después de varios días, «le dieron un brebaje y cayó enfermo de lepra». Enfermo, el conde volvió otra vez a Jerusalén donde permaneció hasta su muerte.

## Matrimonios y descendencia
Su primer matrimonio alrededor de 1120 fue con la infanta Sancha Alfónsez, hija del rey Alfonso VI de León con su cuarta esposa, Isabel. De este matrimonio nacieron varias hijas, según consta en un documento datado el 10 de mayo de 1125 del monasterio de Santa María de Vega cuando la reina Urraca y el conde Rodrigo, ya viudo, donaron el monasterio de Vega a la condesa Inés y al monasterio benedictino de Fontevrault en Poitiers. Estas fueron: 
- Elvira Rodríguez de Lara quién contrajo matrimonio alrededor de 1135 con Armengol VI de Urgel,[17][18] con quien tuvo dos hijas, María de Urgel, más conocida como María de Almenara, señora de Miranda de Ebro, Almenara y Palazuelos de la Sierra, esposa de Lope López de Vizcaya, hijo natural del conde Lope Díaz I de Haro, señor de Vizcaya[19], e Isabel de Urgel, casada con Ramón Folc III de Cardona, vizconde de Cardona (m. 1175),[20] así como un hijo, llamado Rodrigo, que figura en una venta en 1190 de una heredad en el alfoz de Muza heredada de sus progenitores.[21] Elvira falleció en 1159, unos cuatro años después de su marido el conde de Urgel, noticia recogida en el obituario de la Catedral de Burgos donde consta que falleció el 8 de agosto de ese año.[21]
- Sancha Rodríguez, posiblemente hija de Rodrigo y de la infanta Sancha, que aparece en un documento en la Catedral de Segovia como «Roderici comitis Asturiensis filia», aunque su filiación no es segura debido a varios condes homónimos con tenencias en la zona asturiana y cántabra.[22]
- Urraca Rodríguez. Al quedar huérfana, fue criada por la infanta Sancha Raimúndez, según menciona la infanta en su testamento: Et Urraca fiia comitis Roderici quam ego creavi mando Monasterio de Covasrubia («y a Urraca, hija del conde Rodrigo, a quien he criado, le mando el monasterio de Covarrubias».[23] En otro documento, Urraca confirma como filia comitis Rodericis.[c]

Después de enviudar, el conde Rodrigo volvió a casar alrededor de 1135 con Estefanía Armengol, hija de Armengol V de Urgel y María Pérez, y por tanto, hermana de su yerno, el conde Armengol VI, viuda de Fernando García de Hita. Fueron padres de:
- Pedro Rodríguez de Lara,[26][27] casado con una de las hijas del conde Lope Díaz I de Haro, posiblemente Aldonza o su hermana Elvira López.[28]

Algunos autores, siguiendo a Luis de Salazar y Castro, incluyen a otro hijo, Rodrigo Rodríguez de Lara, sin embargo, otros opinan que el conde no fue padre de Rodrigo, posiblemente confundido con algún homónimo ya que el Rodrigo Rodríguez que aparece en la documentación nunca menciona que fue hijo de un conde.